# Gethsemanekirche (Leipzig)

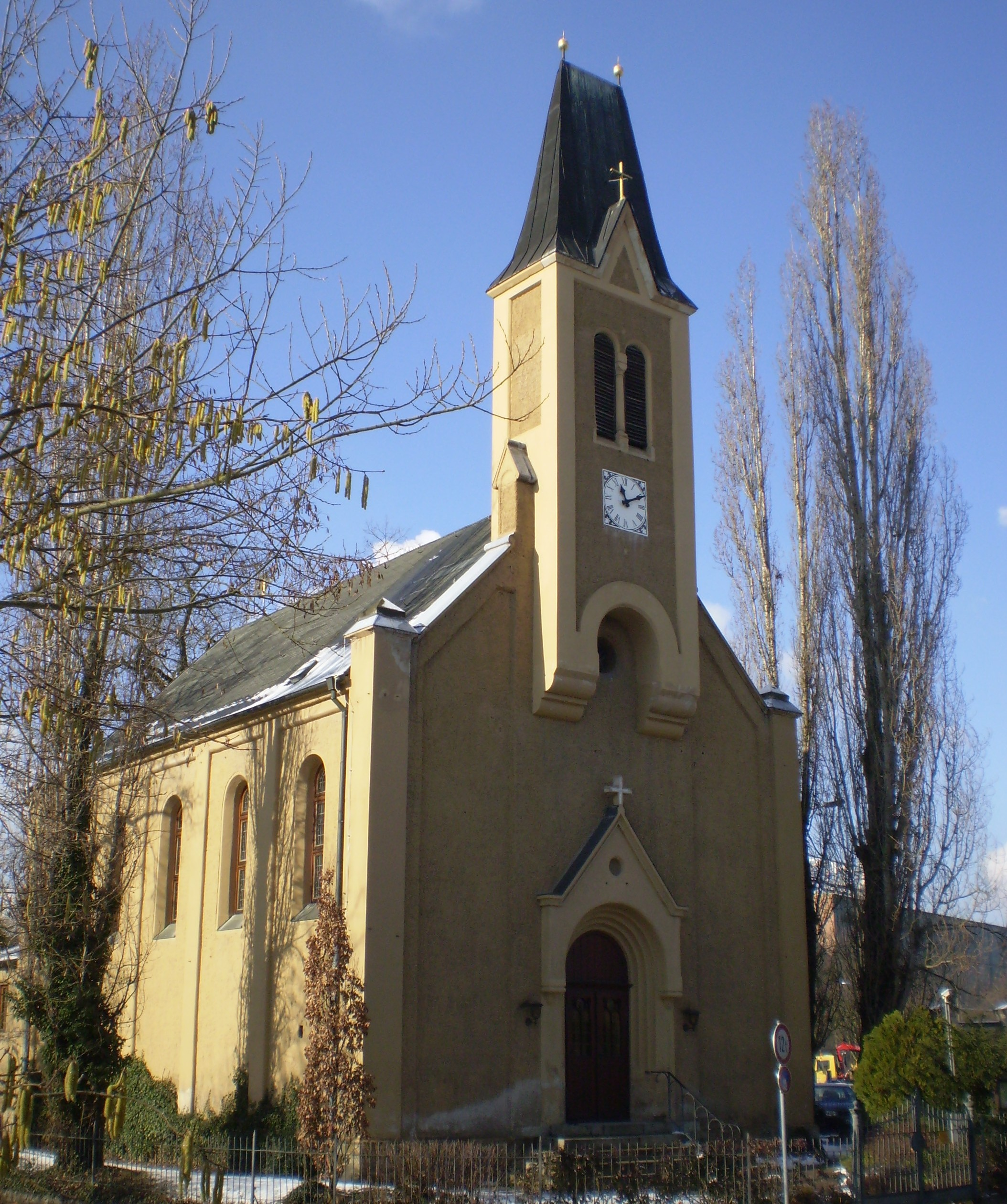
Gethsemanekirche Leipzig Lößnig (2009)

Die Gethsemanekirche ist ein Kirchengebäude der Evangelisch-Lutherischen Landeskirche Sachsens in Lößnig, einem Stadtteil von Leipzig.

## Entwicklung

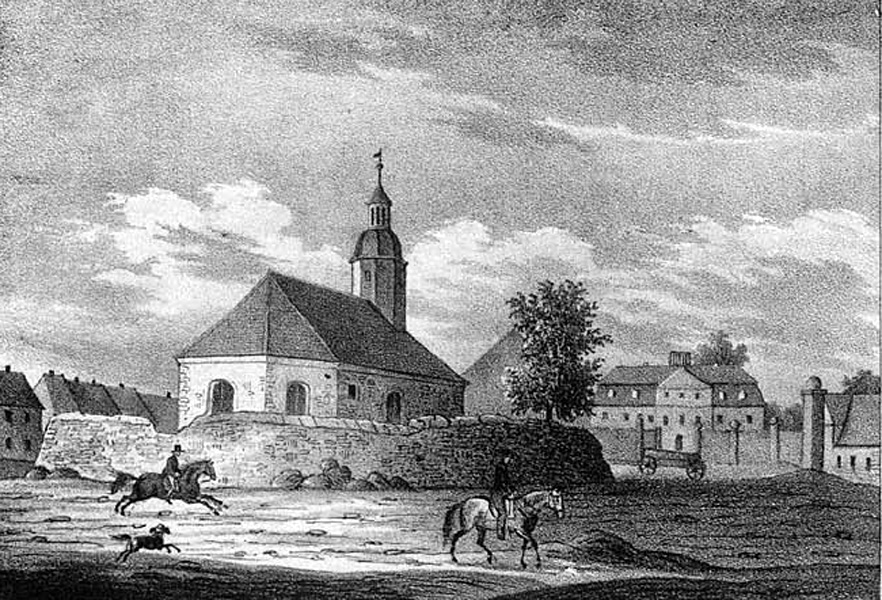
Die alte Kirche Lößnig um 1840, sie wurde 1876 abgerissen

Karte von Lößnig um 1800: Am Rittergut ist im Oval vorne links der Standort der Kirche

Lößnig wurde urkundlich 1040 erstmals erwähnt, im Zusammenhang mit der vom Hochstift vorgenommenen Gründung des Burgwarts. Die deutschen Siedler brachten ihren Glauben mit ins Land und bauten ihre Kirchen. Wann genau dies in Lößnig erfolgte, ist nicht belegt.
1638 wurde die bis dahin eigenständige Pfarrkirche von Lößnig zur Filialkirche von Güldengossa, weil Pfarrer Christof Germann zusätzlich zu seiner Pfarrei auch Pfarrer in Güldengossa wurde und dorthin umzog. Güldengossas Pfarrer Friedrich Schulze wurde 1691 an die Kirche von Markkleeberg berufen und nahm die Betreuung der Filialkirche Lößnig dahin mit, sodass diese nun Filialkirche von Markkleeberg wurde.
Aufgrund eines Baugutachtens wurde im Oktober 1876 die bisherige Kirche zu Lößnig abgerissen und mit dem Neubau begonnen. Entsprechend dem Baugeschmack der damaligen Zeit wurde das neue Gotteshaus neoromanisch errichtet. Die Baukosten waren mit 35.000 Reichsmark die niedrigsten, die damals in Sachsen für einen Kirchen-Neubau aufzuwenden waren, da vieles aus der Vorgänger-Kirche (die 1745 ihre erste Orgel bekommen hatte) wiederverwendet wurde.
Lößnigs neue Kirche entstand in einjähriger Bauzeit nach Entwürfen von Architekt Hugo Altendorff. Sie wurde am 28. Oktober 1877 geweiht.
Lößnigs Kirchgemeinde löste sich im Jahr 1900 aus dem Verbund mit Markkleeberg und war anschließend bis 1916 Filialkirche der Kirche zu Connewitz.
Das Kirchendach wurde 2010 saniert. Es trägt einen historischen vergoldeten Dachreiter mit dem Wappen der Familie Blasebalg, Eigentümer des benachbarten Ritterguts von 1460 bis 1704, die die Vorgängerkirche vielfältig unterstützt hatte. Die Innensanierung folgte und wurde erfolgreich beendet.

## Bauwerk und Ausstattung

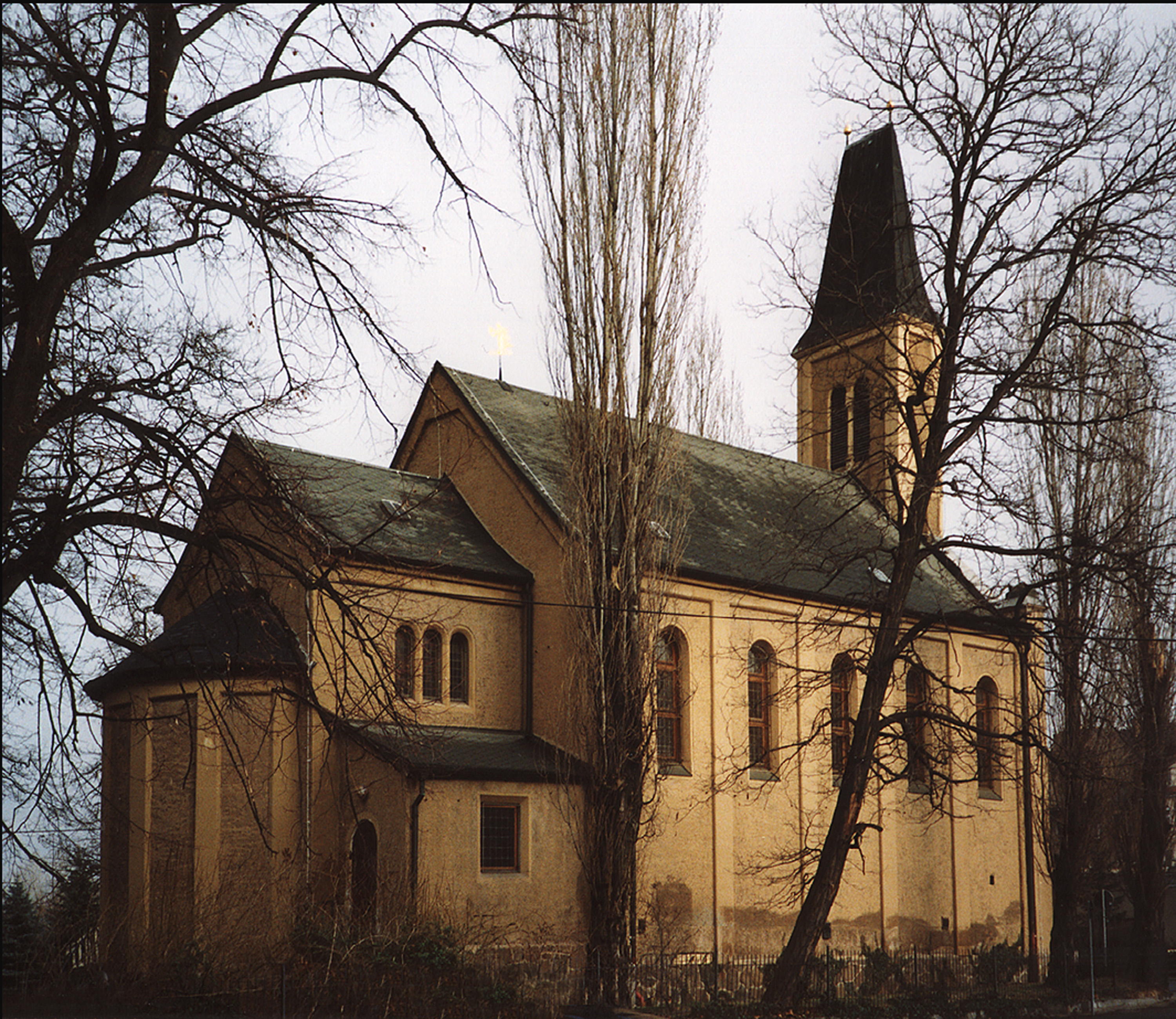
Seitenansicht

Die Kirche ist ein einfacher, rau verputzter Ziegelbau, ihre architektonischen Glieder sind aus Sandstein gefertigt. Eine architektonische Besonderheit ist der erkerartig vorspringende Kirchturm-Giebel über dem Haupteingang. Er ist 24,5 Meter hoch.
Der Sakralbau hat die Form einer Kapelle. Beidseitig gibt es kleine Anbauten, deren nördlicher die herrschaftliche Betstube und deren südlicher die Sakristei sind. Beide Holz-Emporen werden von gusseisernen Säulen getragen. Die Apsis ist ein massives Kuppelgewölbe. Die Kirche bietet 200 Sitzplätze, im Kirchenschiff für 120 Personen und auf den Emporen für 80 Personen.
Die Kanzel ist eine schlichte, romanisierende Tischlerarbeit aus der Erbauungszeit. Das Kruzifix aus Lindenholz schuf Franz Schneider (Leipzig, 1884), ursprünglich für den Altaraufsatz der Markuskirche in Leipzig-Reudnitz (1974 wegen Baufälligkeit gesperrt, 1978 gesprengt) und gelangte 1977 als Geschenk in die Gethsemanekirche.
Der Taufstein aus dem Jahr 1582, aus dem Vorgängerbau übernommen, ist aus Sandstein, ihm fehlt der ursprüngliche hölzerne Aufsatz. Er bekam ein neues Taufbecken aus Zinn mit dem Bild eines Löwen und der Inschrift: „Im Namen des Vaters, des Sohnes und des heiligen Geistes 1877“. Der Fuß des Taufsteins wurde 2019 nach historischem Vorbild neu gefertigt, auch wenn der originale helle Hilbersdorfer Porphyrtuff nicht mehr gebrochen wird: Der Fuß wurde unter Verwendung von historischem Material nachgebaut.
Zu beiden Seiten der Orgel sind Medaillons mit Martin Luther und Philipp Melanchthon zu sehen.
Im Herbst 2013 gab es vorbereitende Bauarbeiten für die Altarraum-Sanierung. Die alte Außentoilette verschwand, eine neue entstand im Eingangsbereich im rechten Treppenaufgang. An der Kirchen-Rückseite wurden die ursprünglichen Aufgänge wiederhergestellt.
2014 begann die Bemalung des Altarbereiches mit Orientierung an der Farbgebung nach dem Entwurf des Baumeisters Hugo Altendorff. Im Sommer 2015 wurde der Altarbereich-Sanierung mit dem Anbringen des neuen Leuchters nach historischem Vorbild abgeschlossen.
2016 folgte der letzte Abschnitt der Innensanierung: die Sanierung der anderen Innenwände des Kirchenschiffs. Dabei ergab sich kein verwertbarer restauratorischer Befund, sodass der Putz vollständig entfernt wurde. Die Fensterrahmen des Kirchenschiffs wurden ausgebessert sowie aus Platzgründen die letzte Bankreihe entfernt.
Eine Schildwand gab Einblick in die Ausmalung von Paul Edlich im Jahr 1927: Links ist die Szene im Garten Gethsemane erkennbar geblieben, das als Sichtfenster restauriert wurde.
Das Glasfenster in der nördlichen Erweiterung des Altarraumes zeigt in seinem Mittelteil den Vorgängerbau der Gethsemanekirche. Die Fenster sind bleiverglast.

## Orgel
Die älteste nachweisbare Orgel schuf 1843 Christian Karl David Beyer, Großzschocher, die 1861 von Wilhelm Müller repariert wurde und nicht erhalten blieb. Ihre Disposition lautete:
| Manual C– |           |    |
| 1.        | Gedackt   | 8′ |
| 2.        | Quintatön | 8′ |
| 3.        | Prinzipal | 4′ |
| 4.        | Gedackt   | 4′ |
| 5.        | Prinzipal | 2′ |

| Pedal C- |           |     |
| 6.       | Subbaß    | 16′ |
| 7.       | Violonbaß | 8′  |

Die Orgel für den Kirchenneubau schuf 1879 Orgelbaumeister Conrad Geißler aus Eilenburg. Das Instrument mit zwei Manualen und Pedal hatte ursprünglich zehn klingende Register mit 594 Pfeifen. 1914, 1925 und 1927 wurde sie von Friedrich Ladegast, Weißenfels, mehrfach verändert und von einer nicht bekannten Werkstatt 1988 restauriert.
Seit dem Umbau von Hermann Lahmann 1963 hat sie zwölf klingende Register  mit 810 Pfeifen und folgender Disposition:
| I. Manual C– |                |    |
| 1.           | Prinzipal      | 8′ |
| 2.           | Rohrflöte      | 8′ |
| 3.           | Oktave         | 4′ |
| 4.           | Sesquialter II |    |
| 5.           | Nachthorn      | 2′ |
| 6.           | Mixtur III     |    |

| II. Manual C– |            |    |
| 7.            | Gedackt    | 8′ |
| 8.            | Blockflöte | 4′ |
| 9.            | Principal  | 2′ |
| 10.           | Cymbel II  |    |

| Pedal C– |             |     |
| 11.      | Subbaß      | 16′ |
| 12.      | Violoncello | 8′  |

- Koppeln: II/I, I/P,

Das Instrument ist eines der wenigen mit erhaltenen Schleifladen in Leipzig und Umgebung.
Nach der Neufassung des Gehäuses wurde sie unter Leitung von Stefan Pilz von der Firma Mitteldeutscher Orgelbau A. Voigt im April 2017 innen gereinigt. Nach dem Wiedereinbau wurden die Klangfarben registerweise nachintoniert.

## Geläut
Das Glockengeläut besteht seit 1986 aus drei Bronze-Kirchenglocken: Eine von 1442, eine von 1526, und die dritte von 1986. Es ist ein Geläut im H-Dur-Dreiklang:
- Die große Glocke (h‘, 175 kg, ⌀ 75 cm) ist die Friedensglocke aus dem Jahr 1442, sie trägt nach der römischen Jahreszahl die Inschrift „o + rex + gle + xpe + veni + cu pace“: O rex gloriae christe veni cum pace. dt. „O König der Herrlichkeit, Christe, komm in Frieden!“.

- Die mittlere Glocke (dis‘‘, geschätzt 120 kg, ⌀ 60 cm) ist die Gebetsglocke von 1526, ihre Inschrift lautet: „ave maria dom. tec. grc. pln. Amen“: Ave Maria, Dominus tecum, gratia plena. Dt. „Gegrüßet seist Du, Maria, der Herr ist mit Dir, Du bist voll der Gnaden, Amen.“ (vgl. Lukas 1,28[3]).

- Die kleine Glocke (fis‘‘, 90 kg, ⌀ 50 cm) ist die Taufglocke mit der Inschrift „Rufen + Mahnen + Trösten + 1986 +“. Sie wurde von Marie Reuter gestiftet, zu deren 90. Geburtstag am 14. September 1986 geweiht und stammt aus der Schilling-Glockengießerei in Apolda.[4]

2014 begann die Sanierung der beiden Glocken aus den Jahren 1442 und 1526. Sie wurden am 20. November 2014 abgenommen, und die älteste Glocke wurde nach Nördlingen zur Reparatur gebracht. Inzwischen wurde ein Eichenholzstuhl eingebaut, die Glocken werden mittels Linearmotoren in Schwingung gebracht.
Mit einem festlichen Gottesdienst wurden am 19. Juli 2015 die Glocken wieder in Dienst genommen.

## Kirchenname
Die Kirche ist benannt nach dem Garten Getsemani, in dem nach der Überlieferung der Evangelien (Mk 14,32–42 ) Jesus Christus in der Nacht vor seiner Kreuzigung betete. Wann und weshalb sie diesen Namen bekam, ist derzeit (Stand: Oktober 2021) nicht bekannt.

## Kirchgemeinde
Die Gethsemanekirche Lößnig gehört zur Evangelisch-Lutherischen Kirchgemeinde im Leipziger Süden, Gemeindebezirk Connewitz-Lößnig mit Pfarrer Christoph Reichl und Pfarrerin Ruth Alber.

## Geistliche
Das Verzeichnis pfarrerbuch.de listet für die Kirche folgende Pfarrer auf:
- 1568–1571: Caspar Starcke
- 1572: Stephan Göritz
- 1604: Johann Meurer
- 1607: Christoph Röder
- 1610: Georg Lönick
- 1613: Johann Oepfelbach
- 1800: Karl Heinrich Hindenburg
- 1806: Johann Gottfried Kori
- 1827: Carl Friedrich Theodor Kornmann
- 1852: Kurt Emil Tauberth
- 1916: Ernst Rudolf Eger
- 1939: *Georg Ernst Ferdinand Reichelt
- 1950: Frieder Kriewald
- 1950: Joachim Schulze
- 1959: Siegfried Haufe
- 1964: Leopold Theodor *Friedrich Körner
- 1976: Heiner Böhme

## Varia
- Vom 2. Mai bis 3. Oktober 2021 war in der Gethsemanekirche die Ausstellung „Zerstörte Zukunft“ von Thomas Thiel zu sehen, der mit seinen Fotografien die Umweltzerstörung im Leipziger Südraum während der DDR-Zeit dokumentierte.[8][9]